# Bachir Mahamat
Bachir Mahamat, född 1 december 1996, är en friidrottare från Tchad. Han deltog vid olympiska sommarspelen 2016 och olympiska sommarspelen 2020.